# Goriatxka
Goriatxka (en rus: Горячка) és un poble de l'óblast de Saràtov, a Rússia, segons el cens del 2010 tenia 125 habitants. Pertany al districte municipal de Volsk.